# Muntele Robson
Muntele Robson  (Mount Robson) este cel mai înalt munte din masivul Rocky Mountains, care se află pe teritoriul statului canadian și după muntele Mount Waddington (4019 m) este situat pe locul doi  în provincia British Columbia. Mount Robson se află situat pe teritoriul Parcul Național  Mount Robson, aici are izvorul râul Fraser. Muntele poartă din anul 1915 numele lui Colin Robertson, iar alte denumiri neoficiale ale muntelui sunt: Cloud Cap Mountain, Snow Cap Mountain, Yuh-hai-has-kun și Mountain of the Spiral Road. Muntele Robson este greu de escaladat din cauza vremii rele și datorită faptului că nu există o rută ușoară, Din aceste motive numai un număr mic de alpiniști au reușit escaladarea lui. Pentru prima oară escaladarea a reușit la 12 august 1913, de către Konrad Kain, Albert MacCarthy și William Foster.
1. ↑  , accesat în 20 ianuarie 2025
2. ↑  Bivouac Mountain Encyclopedia
3. 1 2  Canadian Geographical Names Database